# Дегерлен
Дегерлен (нім. Dägerlen) — громада  в Швейцарії в кантоні Цюрих, округ Вінтертур.

## Географія
Громада розташована на відстані близько 120 км на північний схід від Берна, 25 км на північний схід від Цюриха.
Дегерлен має площу 8 км², з яких на 7,9% дозволяється будівництво (житлове та будівництво доріг), 66,7% використовуються в сільськогосподарських цілях, 25% зайнято лісами, 0,4% не є продуктивними (річки, льодовики або гори).

## Демографія
2019 року в громаді мешкало 1037 осіб (+3,2% порівняно з 2010 роком), іноземців було 7,8%. Густота населення становила 130 осіб/км².
За віковим діапазоном населення розподілялося таким чином: 22,7% — особи молодші 20 років, 62,3% — особи у віці 20—64 років, 15% — особи у віці 65 років та старші. Було 402 помешкань (у середньому 2,6 особи в помешканні).
Із загальної кількості 264 працюючих 61 був зайнятий в первинному секторі, 65 — в обробній промисловості, 138 — в галузі послуг.